# وو يين
وو يين (بالصينية: 吴茵) هي ممثلة صينية، ولدت في 2 أغسطس 1909 في تيانجين في الصين، وتوفيت في 10 أبريل 1991 في شانغهاي في الصين.

## وصلات خارجية
- وو يين على موقع IMDb (الإنجليزية)